# Ямщиков Сава Васильович

Сава (Савелій) Васильович Ямщиков (рос. Савва (Савелий) Васильевич Ямщиков; 8 жовтня 1938, Москва — 19 липня 2009, Псков) — російський реставратор, історик мистецтва, публіцист. Відкрив жанр російського провінційного портрета XVIII века—XIX століть, відродив до життя імена забутих російських художників і іконописців.
Сава Ямщиков з початку 1960-х років працював у Всеросійському реставраційному центрі у відділі іконопису. За роки роботи він відновив сотні ікон і творів російських портретистів XVIII—XIX століть. Був консультантом Андрія Тарковського на зйомках «Андрія Рубльова».
Сава Ямщиков очолював Асоціацію реставраторів Росії. Ямщиков видав десятки книг, альбомів і каталогів. Він одним з перших в СРСР став займатися питаннями реституції культурних цінностей, які під час Другої світової були вивезені з держав, що воювали проти Радянського Союзу. Ямщиков активно виступав проти «безвідплатного» повернення цих цінностей.
Окрім реставраційних виставок Ямщиков зумів за радянських часів познайомити сучасників з скарбами приватних колекцій Москви і Ленінграда — від ікон до найкращих зразків авангардного мистецтва. Власники особистих зібрань вибрали його головою Клубу колекціонерів Радянського фонду культури.
Останніми роками життя він вів активну боротьбу за збереження історичної зовнішності стародавнього Пскова, заповідника "Пушкінські гори.